# Белозерцев, Иван Александрович
Ива́н Алекса́ндрович Белозе́рцев (род. 15 сентября 1958, Бараново, Ливенский район, Орловская область, РСФСР, СССР) — российский политический и государственный деятель.
Губернатор Пензенской области с 21 сентября 2015 по 23 марта 2021 (временно исполняющий обязанности губернатора Пензенской области с 25 мая по 21 сентября 2015). Член президиума Государственного совета Российской Федерации с 28 января по 2 августа 2019.
Председатель Законодательного собрания Пензенской области в 2012—2015 годах. Руководитель Пензенского регионального отделения партии «Единая Россия» в 2011—2015 годах. Кандидат педагогических наук. Полковник запаса.
Известен своими одиозными и эксцентричными заявлениями, часто фигурировал в скандалах.
С 21 марта 2021 года находится под арестом в рамках уголовного дела о получении многомиллионной взятки.

## Биография

### Происхождение
Иван Александрович Белозерцев родился 15 сентября 1958 года в селе Бараново Ливенского района Орловской области. Отец работал в колхозе, мать — рабочей в лесничестве.
После окончания 8-го класса сельской школы в Бараново переехал в город Ливны, где продолжил учёбу в общеобразовательной школе № 7.
Ещё в школьные годы начал работать помощником комбайнера, затем комбайнером.
Поступив в Ульяновское гвардейское высшее танковое командное училище, уехал в Ульяновск. Будучи курсантом, в январе 1980 года женился. В июле 1980 года окончил училище по специальности «инженер по эксплуатации гусеничных и колёсных машин».

### Служба в Вооружённых силах
1980—1981 — командир взвода учебно-боевых танков.
1981—1984 — секретарь комитета ВЛКСМ батальона курсантов.
1984—1986 — помощник начальника политотдела по комсомольской работе Ульяновского высшего танкового командного училища.
1986—1987 — заместитель командира батальона учебно-боевого вооружения и техники в/ч 61642.
1987—1989 — секретарь партийного комитета полка. Избирался делегатом Всесоюзного Съезда ВЛКСМ. В 1988 году избирался делегатом XIX Всесоюзной конференции КПСС.
В сентябре 1989 года поступил в Военно-политическую академию им. В. И. Ленина в Москве. В 1990—1991 гг. избран секретарём партийного комитета командного факультета. 
7 декабря 1991 года на основании распоряжения Президента РСФСР Бориса Ельцина, в связи с упразднением в Вооружённых Силах военно-политических органов и политического аппарата частей и подразделений, Военно-политическая академия была преобразована в Гуманитарную академию Вооружённых Сил РФ. 
Летом 1992 года Белозерцев окончил, в возрасте 34 лет, Гуманитарную академию по специальности «социальный педагог». После окончания академии остался служить в училище в должности командира взвода роты учебно-боевых танков.
В 1992 году Белозерцева направили в Пензу, назначив в Военный комиссариат Пензенской области заместителем военного комиссара по работе с личным составом.
1992—1999 — заместитель военного комиссара Пензенской области по работе с личным составом.
В 1999 году назначен начальником отдела кадров и учёта офицеров запаса Пензенской области. Занимал должность до 2004 года.

### Пензенская городская дума
Осенью 2000 года был выдвинут кандидатом в депутаты Пензенской городской думы по округу № 17.

Занимая пост заместителя областного военного комиссара, я курировал деятельность комиссариата по связям с общественными организациями, вёл огромную общественную работу. Но о карьере политика и не помышлял. Поэтому, честно сказать, оказался в некотором замешательстве, когда ко мне обратились представители Пензенского городского Совета ветеранов войны, труда, вооружённых сил и правоохранительных органов с предложением о выдвижении моей кандидатуры для избрания депутатом городской Думы. Своими сомнениями я поделился с военкомом Н. В. Петровым, даже, наверное, с некоторой надеждой на то, что он этой инициативы не одобрит. Но Николай Васильевич предложение ветеранов поддержал: по его мнению, участие в избирательной кампании представителя военного комиссариата могло послужить оценкой степени доверия людей к нашей работе, а победа на выборах будет способствовать дальнейшему укреплению взаимодействия с общественностью города.
Вот и все мотивы. Могу сразу сказать, что о стремлении удовлетворить какие-то личные амбиции я не задумывался. Напротив, в ходе избирательной кампании не раз размышлял о правильности сделанного выбора: не было опыта участия в подобных мероприятиях, самому приходилось решать вопросы, связанные с подготовкой, публикацией и распространением агитационных материалов (сами печатали и расклеивали обращения к избирателям и т. п.).
— Пензенская городская Дума: история и современность. 2013
На состоявшихся 24 декабря 2000 года выборах депутатов Пензенской городской думы 3-го созыва (21 место) Иван Белозерцев был избран депутатом. Став депутатом, Белозерцев продолжил службу, а депутатские обязанности исполнял на внештатной основе.
На следующих выборах депутатов Пензенской городской думы 4-го созыва, состоявшихся 26 декабря 2004 года, Иван Белозерцев вновь был избран по избирательному округу № 28. Всего было избрано 35 депутатов. На первом заседании Белозерцев тайным голосованием был избран председателем городской думы (2004—2005).
В конце 2004 года в Пензе имела место правовая неопределённость в вопросе процедуры выборов мэра города. 15 марта 2005 года депутаты городской думы приняли изменения в Устав города Пензы, установив в качестве переходной нормы, что глава города Пензы избирается Пензенской городской Думой из своего состава и является её председателем. 25 марта 2005 года состоялась сессия Пензенской городской думы, на которой Белозерцев досрочно сложил с себя полномочия председателя думы и тут же депутатами была предложена его кандидатура на выборы Главы города. По результатам проведённого депутатами на сессии тайного голосования он был избран Главой города — Председателем Пензенской городской Думы. В мае 2005 года девятимесячный спор по поводу того, каким (избираемым всенародно или назначаемым по конкурсу) должен быть мэр Пензы завершился, депутаты городской думы на основании представления конкурсной комиссии избрали главой администрации города и. о. мэра Александра Пашкова. После этого глава Пензы Иван Белозерцев подписал с Пашковым контракт.
2005—2012 — председатель Пензенской городской думы, глава города Пензы.
С июня 2006 года — председатель правления ассоциации «Совет муниципальных образований Пензенской области».
В 2008 году в Пензенском государственном педагогическом университете им В. Г. Белинского защитил диссертацию на соискание учёной степени кандидата педагогических наук на тему «Аттестация офицерских кадров как социально-педагогический фактор развития органов местного военного управления».
В августе 2008 года возглавил общественную приёмную председателя партии «Единая Россия» Владимира Путина в Пензе (ранее, в мае 2008 года, Путин стал руководителем партии, сменив Бориса Грызлова, и был назначен председателем правительства РФ).
На состоявшихся 1 марта 2009 года выборах депутатов Пензенской городской думы 5-го созыва Иван Белозерцев вновь баллотировался по избирательному округу № 28 от партии «Единая Россия». В округе у него был лишь один конкурент-самовыдвиженец. По итогам выборов Белозерцев получил 81 % голосов и был избран.

### Законодательное собрание Пензенской области
2012—2015 гг. — председатель Законодательного собрания Пензенской области.
С 28 мая 2011 года по 28 октября 2015 года — руководитель (секретарь политсовета) Пензенского регионального отделения партии «Единая Россия».

### Губернатор Пензенской области
25 мая 2015 года указом президента Российской Федерации Владимира Путина был назначен временно исполняющим обязанности губернатора Пензенской области.
3 июля 2015 года на XX конференции Пензенского регионального отделения партии «Единая Россия» был выдвинут кандидатом в губернаторы Пензенской области.
13 сентября 2015 года избран губернатором Пензенской области, набрав 86,04 % (588 265) голосов избирателей и одержав победу в первом туре; 21 сентября вступил в должность губернатора.
В 2017 году по инициативе Ивана Белозерцева Правительство Пензенской области выкупило станки бывшего завода ЗИФ для восстановления производства велосипедов.
С 28 января по 2 августа 2019 — член президиума Госсовета Российской Федерации.
Переизбрание Белозерцева на второй срок губернатора в 2020 году было под вопросом: эксперты называли его среди глав регионов, которые могут попасть под ротацию (на замену рассматривалась и кандидатура члена Совета федерации от Пензенского заксобрания Олега Мельниченко). Одним из главных кандидатов на его замену тогда был Вячеслав Гладков, который позже, в ноябре 2020 года, был назначен врио главы Белгородской области. В июне 2020 года Белозерцев получил добро на новый срок от президента Владимира Путина. 

13 сентября 2020 года был переизбран губернатором Пензенской области, набрав 78,72 % (469 686) голосов избирателей и одержав победу в первом туре и 21 сентября вновь вступил в должность губернатора Пензенской области.
Источник «Коммерсанта» пояснил, что в 2020 году Иван Белозерцев удержался у власти во многом благодаря пандемии: «У него был довольно высокий антирейтинг. Но из-за коронавируса решили, что там, где действующие губернаторы могут идти на выборы, замен делать не надо. А в отношении Белозерцева решили, что он избираем».
23 марта 2021 года, на второй день после ареста, отстранён от должности губернатора Пензенской области «в связи с утратой доверия президента Российской Федерации».

## Скандалы и критика

### Перекладка бордюров
С 2016 года в СМИ и оппозиции получил прозвище «Ваня Плиточник», из-за обвинений в отмывании денежных средств ввиду постоянной перекладки бордюров и плитки, замен недавно установленных, на новые. Бордюры ставились повсеместно, даже вдоль трассы, лишая возможности автомобилистов съехать на обочину. Жители области также обвиняли Белозерцева во владении бордюрным заводом[где?], что он отрицал.

### Борьба с абортами
22 января 2019 года обязал глав городов и районов отговаривать женщин от абортов. Инициатива вызвала критику среди женщин.

### Обвинение США в столкновениях в Чемодановке
15 июня 2019 года, после конфликта между цыганами и местными жителями села Чемодановка Пензенской области, обвинил США в дестабилизации ситуации в Пензе: «К большому сожалению, значит, Америка, Запад загоняют огромные деньги на подготовку людей, которые хотят не решить проблему, а дестабилизировать ситуацию». После скандала, получившего огласку на всю страну, на Чемодановку пролился «финансовый дождь» — стали ремонтировать дороги, школу, строить скверы. Тем не менее, в области остаётся немало забытых деревень.

### Призыв к соблюдению ПДД
26 июня 2019 года разместил в своём подтверждённом профиле в  «Инстаграме» ролик с собственным участием, посвящённый соблюдению ПДД РФ. На видео губернатор за управлением автомобиля призывает к соблюдению ПДД РФ и заявляет о недопустимости принципа «авось» на дороге. 
Пользователи обратили внимание, что при этом на нём самом не был пристегнут ремнем безопасности. После произошедшего Белозерцев ограничил возможность комментирования в своём профиле: на самом Белозерцеве, находящемся за рулём автомобиля, не просматривается пристёгнутый ремень безопасности (в соответствии с ПДД РФ быть пристёгнутым ремнём безопасности — обязанность водителя, доказанное нарушение правила дорожного движения влечёт наложение административного штрафа в размере одной тысячи рублей в соответствии с КоАП РФ).

### Захват дороги
В марте 2020 года внимание общественных деятелей и жителей области привлек факт того, что вокруг коттеджа Белозерцева, появился забор, заходящий на проезжую часть. 8 апреля пензенский оппозиционер Альберт Герасимов написал на заборе особняка губернатора: «Белозерцев, убери забор!!! Герасимов», оставив под посланием свою фамилию. Через два дня Герасимов был задержан по обвинению в пропаганде фашизма из-за публикации на своей странице «Вконтакте» в 2018 году. По мнению региональных СМИ, дело было политически мотивированным и заказным.

### Портреты губернатора в школах
В начале марта 2021 года в региональных СМИ появилась информация, что в школе № 58 города Пензы родителей учеников принуждали покупать портреты Белозерцева и президента Владимира Путина, чтобы развесить их в школьных кабинетах. Телеведущий Иван Ургант высмеял эту ситуацию в своей передаче. Иван Белозерцев заявил, что «не был в курсе этой ситуации и в подобном проявлении уважения к себе не нуждается».

## Уголовное дело
21 марта 2021 года Иван Белозерцев был задержан после проведённых у него и его родственников обысков в рамках уголовного дела по превышению должностных полномочий. Следственный комитет подтвердил задержание Ивана Белозерцева по делу о получении взятки в размере более чем 31 млн рублей (ч. 5 ст. 291, ч. 6 ст. 290 УК) от предпринимателя Бориса Шпигеля за предоставление группе компаний «Биотэк» конкурентных преимуществ при заключении государственных контрактов. 22 марта Басманный суд Москвы заключил Белозерцева под стражу сроком до 20 мая.

6 апреля Белозерцев признался в получении 20 млн рублей от Шпигеля, однако подчеркнул, что они предназначались для избирательной кампании; в то же время экс-губернатор отказался признать вину в незаконном хранении оружия, найденного у него дома во время обыска, пояснив, что на него имеется лицензия.
18 мая 2021 Басманный суд Москвы удовлетворил ходатайство следствия и продлил на три месяца (20 августа) арест Ивана Белозерцева. 17 августа 2021 года срок ареста Белозерцева вновь был продлён на три месяца, до 20 ноября; 15 ноября арест бывшего губернатора в очередной раз был продлен, на этот раз до 20 февраля 2022 года.
Прокуратура требовала для Белозерцева 13 лет в колонии строгого режима, а остальных соучастников — осудить на сроки от восьми до 12 лет заключения; защита, в свою очередь, просила оправдать фигурантов отсутствием события и состава преступления. Разбирательство проходило с марта 2023 года в СИЗО «Матросская тишина», куда журналистов не допускали. Приговор огласили в здании Измайловского суда, куда пресса смогла попасть: 25 января 2024 года суд Москвы приговорил экс-губернатора Пензенской области Белозерцева к 12 годам строгого режима, он был признан виновным в получении взяток на сумму более 30 млн рублей —он был признан виновным в получении взяток (ч.6 ст. 290 УК РФ) на сумму более 30 млн рублей, а также в незаконном приобретении и хранении огнестрельного оружия и боеприпасов (ч. 1 ст. 222 УК РФ).
Суд лишил Белозерцева госнаград — ордена Почета и медали ордена «За заслуги перед Отечеством» второй степени — и запретил в течение десяти лет после освобождения занимать должности на госслужбе; также ему назначили 450 миллионов рублей штрафа.
Перед судом предстали еще пятеро фигурантов: глава «Биотэк» Борис Шпигель, его жена Евгения Шпигель, директор ОАО «Фармация» Антон Колосков, водитель губернатора Геннадий Марков и заместитель главы представительства Пензенской области при кабмине, родственник Белозерцева Федор Федотов; в зависимости от роли они были обвинялись в даче взятки и в посредничестве во взяточничестве (ч. 5 ст. 291, ст. 291.1 УК РФ). В ходе процесса никто вину не признал.

## Семья
Жена — Белозерцева Раиса Никандровна. Два сына — Александр и Данила.
Сын Александр с 15 мая 2015 года занимал пост заместителя председателя правительства Пензенской области, однако после назначения отца врио губернатора региона 26 мая того же года покинул должность. Впоследствии работал заместителем министра экономики области — начальником отдела прогнозирования и стратегического развития. В настоящее время — заместитель генерального директора по стратегическому планированию АО Научно-исследовательский институт физических измерений в Пензе в составе АО Российские космические системы.
Как писали пензенские СМИ, фамилии сыновей губернатора упоминались в качестве учредителей или бенефициаров в десятке различных фирм и предприятий самых разных отраслей. Это и добыча ископаемых, речь о местных карьерах, и энергетика, домостроение, транспортные услуги и розничная торговля. Притчей во языцех стал похоронный бизнес семьи. Данила Иванович — совладелец четырёх компаний, зарегистрированных в Пензенской области, Александр Иванович — совладелец трёх компаний.

## Награды
- Медаль ордена «За заслуги перед Отечеством» II степени[57] (2010)
- Орден Почёта[58] (2017)
- Юбилейная медаль «70 лет Вооружённых Сил СССР»
- Медаль «За отличие в воинской службе» I и II степени
- Медаль «За безупречную службу» III степени
- Медаль «За воинскую доблесть» II степени
- Медаль «200 лет Министерству обороны»
- Медаль «Михаил Калашников»[59]
- Памятный знак «За заслуги в развитии города Пензы» (2009)[60]
- Медаль преподобномученика Пахомия Скановского I степени (2017 год, Сердобская епархия Русской Православной Церкви)[61]